# Рудольф Решрайтер
Рудольф Решрайтер (народився 4 вересня 1868 року в Мюнхені; помер 7 серпня 1938 року в Мюнхені). Німецький художник та альпініст.

Після закінчення Вільгельмсгімназії в Мюнхені у 1888 році, Рудольф Решрайтер навчався в Мюнхенській академії під керівництвом Габріеля фон Хакля. Він писав переважно аквареллю і був високо оцінений за свої гіперреалістичні зображення природи. Однією з його найвідоміших робіт є зображення хребта Ваксенштайн, як його видно з Матайзенкару.
У 1903 році він подорожував з географом Гансом Маєром до Південноамериканських Кордильєр і відвідав повністю покритий льодовиками Чимборасо в Еквадорі, висота якого складає 6301 метр. Згодом Решрайтер написав цілу серію «картин Чимборасо». Маєр назвав один із льодовиків льодовиком Решрайтера, проте ця назва не збереглася.
Його роботи можна побачити в Альпійських музеях у Кемптені, Мюнхені та Музеї Альпійського клубу в Інсбруку. Рудольф Решрайтер створив малюнки для «Путівника Швайгера по горах Веттерштайн», Мюнхен, 1901.
Рудольф Решрайтер помер у Мюнхені в 1938 році у віці 69 років.